# Фазовая модуляция

Модулирующий сигнал,
несущая
и фазоманипулированный сигнал системы спутниковой навигации NAVSTAR GPS

Модулирующая гармонический сигнал
модулирует несущую. Результат модуляции — сигнал ФМ. Отношение частот несущей и модулирующего сигнала 1:1,5.
g(t)=π/2×sin[2×2π t +
π/2×sin(3×2π t)]

Осциллограммы сигналов при двоичной фазовой демодуляции

Фа́зовая модуля́ция — вид модуляции, при которой фаза несущего колебания изменяется прямо пропорционально информационному сигналу. Фазомодулированный сигнал {\displaystyle s(t)} имеет следующий вид:
{\displaystyle s(t)=A\cos[2\pi f_{c}t+ku_{m}(t)],}
где {\displaystyle A} — амплитуда сигнала;
{\displaystyle u_{m}(t)} — модулирующий информационный сигнал;
{\displaystyle k} — некоторая константа;
{\displaystyle f_{c}} — частота несущего гармонического сигнала;
{\displaystyle t} — время.
По характеристикам фазовая модуляция близка к частотной модуляции. В случае синусоидального модулирующего (информационного) сигнала, результаты частотной и фазовой модуляции совпадают с точностью до начальной фазы.

## Способы фазовой модуляции (манипуляции)
- Изменение фазы несущего сигнала путём изменения параметров колебательного контура задающего генератора несущей, например, изменением ёмкости контурного конденсатора.
- Изменение фазы несущего сигнала путём переключения генераторов несущего сигнала.
- Изменение фазы несущего сигнала путём переключения каналов несущего сигнала. При этом в каждом канале сигнал берётся от одного и того же генератора, но с заданным сдвигом по фазе.
- Квадратурно-фазовая модуляция несущего сигнала.
- Фазовая модуляция, получаемая изменением частоты несущего сигнала.
- Цифровой синтез фазоманипулированного сигнала без использования фазосдвигающих цепей и изменения реактивных параметров колебательного контура.

## Индекс модуляции
Индекс фазовой модуляции {\displaystyle h} — величина показывающая насколько фаза модулируемого сигнала изменяется относительно своего немодулированного уровня:
{\displaystyle h=\Delta \theta ,}
где {\displaystyle \Delta \theta } — максимальное изменение фазы модулированного сигнала относительно немодулированного, измеряется в угловых единицах, например, в радианах.

## Спектр сигнала при фазовой модуляции
Если индекс модуляции {\displaystyle h} очень мал, то спектр фазово-модулированного сигнала совпадает со спектром амплитудно-модулированного сигнала, отличие от него — в фазе боковых полос спектра, такая модуляция неэффективна с энергетической точки зрения.
При большом индексе модуляции спектр модулированного сигнала при фазовой модуляции похож на спектр сигнала с частотной модуляцией и его ширина полосы {\displaystyle \Delta F} примерно равна (правило Карсона):
{\displaystyle \Delta F=2\left(h+1\right)f_{\text{M}},}
где {\displaystyle f_{\text{M}}=\omega _{\text{m}}/2\pi ,}
{\displaystyle \omega _{\text{m}}} — частота гармонического модулирующего сигнала.